# Ешлі (Пенсільванія)
Ешлі (англ. Ashley) — місто (англ. borough) в США, в окрузі Лузерн штату Пенсільванія. Населення — 2596 осіб (2020).

## Географія
Ешлі розташоване за координатами 41°12′46″ пн. ш. 75°53′58″ зх. д. / 41.21278° пн. ш. 75.89944° зх. д. (41.212759, -75.899470).  За даними Бюро перепису населення США в 2010 році місто мало площу 2,39 км², уся площа — суходіл.

## Демографія
Згідно з переписом 2010 року, у селищі мешкало 2790 осіб у 1228 домогосподарствах у складі 741 родини. Густота населення становила 1165 осіб/км².  Було 1383 помешкання (578/км²).
Расовий склад населення:
| - 95,2 % — білих - 2,1 % — чорних або афроамериканців - 0,3 % — азіатів - 1,1 % — осіб інших рас |

До двох чи більше рас належало 1,2 %. Частка іспаномовних становила 2,4 % від усіх жителів.
За віковим діапазоном населення розподілялося таким чином: 18,7 % — особи молодші 18 років, 64,3 % — особи у віці 18—64 років, 17,0 % — особи у віці 65 років та старші. Медіана віку мешканця становила 42,6 року. На 100 осіб жіночої статі у селищі припадало 99,6 чоловіків;  на 100 жінок у віці від 18 років та старших — 99,2 чоловіків також старших 18 років.
Середній дохід на одне домашнє господарство  становив 47 467 доларів США (медіана — 40 347), а середній дохід на одну сім'ю — 60 375 доларів (медіана — 52 778). Медіана доходів становила 35 369 доларів для чоловіків та 32 113 долари для жінок. За межею бідності перебувало 14,0 % осіб, у тому числі 11,4 % дітей у віці до 18 років та 8,1 % осіб у віці 65 років та старших.
Цивільне працевлаштоване населення становило 1297 осіб. Основні галузі зайнятості: освіта, охорона здоров'я та соціальна допомога — 28,6 %, роздрібна торгівля — 15,3 %, виробництво — 13,9 %.